# Comuna de Rabka-Zdrój
Rabka-Zdrój (polaco: Gmina Rabka-Zdrój) é uma gminy (comuna) na Polónia, na voivodia de Pequena Polónia e no condado de Nowotarski. A sede do condado é a cidade de Rabka-Zdrój.
De acordo com os censos de 2004, a comuna tem 17 153 habitantes, com uma densidade 248,5 hab/km².

## Área
Estende-se por uma área de 69,02 km², incluindo:
- área agricola: 48%
- área florestal: 43%

## Demografia
Dados de 30 de Junho 2004:
|                      | Total   | Total | Mulheres | Mulheres | Homens  | Homens |
| -------------------- | ------- | ----- | -------- | -------- | ------- | ------ |
|                      | pessoas | %     | pessoas  | %        | pessoas | %      |
| População            | 17 153  | 100   | 8995     | 52,4     | 8158    | 47,6   |
| Densidade (pop./km²) | 248,5   | 100   | 130,3    | 130,3    | 118,2   | 118,2  |

De acordo com dados de 2002, o rendimento médio per capita ascendia a 1208,16 zł.

## Subdivisões
- Chabówka, Ponice, Rdzawka.

## Comunas vizinhas
- Lubień, Mszana Dolna, Niedźwiedź, Nowy Targ, Raba Wyżna